# Jon Gomez
Jon Gomez Garai (Galdácano, Vizcaya, 17 de mayo de 1990) es un presentador de televisión, cantante y músico vasco.
Debutó a los diecinueve años de edad en el programa Betizu de ETB1, siendo uno de los varios artistas de Betizu (un exBetizu).

## Biografía
Estudió la Licenciatura en Periodismo en la Universidad del País Vasco (UPV/EHU).
Comenzó como presentador de televisión en 2009 en la cadena Hamaika Telebista en el programa Gaztero, aunque no estuvo presentándolo mucho tiempo, ya que comenzó a trabajar para EITB Media. A los diecinueve años se inició como presentador de Betizu, sucediendo a Nerea Alias. Su participación en Betizu le trajeron un gran éxito en el País Vasco, haciéndose muy conocido entre los niños y el público.
En 2010 fue presentador de varios concursos, entre ellos un concurso de cocina presentado junto con el chef David de Jorge. Además de eso, también ha sido presentador del conocido programa de televisión El conquistador del fin del mundo en el canal ETB2.
En 2011 fue presentador de su propio programa de televisión llamado IBIL2D en el canal ETB1, convirtiéndose en el presentador más joven en la historia de EITB.
Entre 2015 y 2016 fue presentador y director del primer programa de educación sexual de la televisión vasca llamado SexSua.
En la actualidad también es miembro y vocalista del grupo vasco de música Oxabi.

## Vida privada
Actualmente vive en Bilbao.

## Filmografía

### Televisión
- 2009, Gaztero, Hamaika Telebista (presentador)
- 2010, Betizu, ETB1 (presentador, actor)
- 2011, IBIL2D, ETB1 (presentador)[14]
- 2015, SexSUA, ETB1 (presentador)[15][16]
- 2018, El conquistador del fin del mundo, ETB2 (presentador)